# جيرهارد أ. ريتر
جيرهارد أ. ريتر (بالألمانية: Gerhard A. Ritter)‏ هو مؤرخ وأستاذ جامعي ألماني، ولد في 29 مارس 1929 في برلين في ألمانيا، وتوفي بنفس المكان في 20 يونيو 2015.

## وصلات خارجية
- جيرهارد أ. ريتر على موقع مونزينجر (الألمانية)